# بدر المسباح
بدر المسباح (18 يونيو 1967 -)، ممثل كويتي شارك بالتمثيل خلال فترة طفولته، وكانت بدايته خلال المسرح عام 1977 سويا مع شقيقته إخلاص. وقد حقق النجاح خلال شخصية ناصر بمسلسل إلى أبي وأمي مع التحية الذي قدم منه جزئين وبالجزء الثاني من المسلسل في عام 1982 ابتعد عن العمل الفني وهو بقمة نجاحه وقيل أنه أتجه للتدين.

## أعماله

### في التلفزيون
- سهرة - عيد الأم.
- حبابة.
- فهد العسكر الرحلة والرحيل.
- أفتح يا سمسم.
- مملكة العجائب.
- نساء في شعاع النبوة.
- إلى أبي وأمي مع التحية - جزئين.

### من المسرحيات
- السندباد البحري.
- حرم سعادة الوزير.
- ألف باء تاء.

## روابط خارجية
- بدر المسباح على موقع IMDb (الإنجليزية)
- بدر المسباح على موقع قاعدة بيانات الأفلام العربية
- بدر المسباح على موقع قاعدة بيانات الفيلم (الإنجليزية)